# Выходцев, Юрий Фёдорович
Юрий Федорович Выходцев (27 марта 1926, Минск – 8 июня 2015, Минск) — белорусский график, живописец и педагог.

## Биография
Родился в семье художника-графика Фёдора Николаевича Выходцева.
Подростком, во время Второй мировой войны насильственно вывезен в нацистскую Германию.
После освобождения, в 1945–1948 годах служил в Красной армии.
Первые уроки рисунка и живописи получил в семье.
В 1949–1954 годах учился в Минском художественном училище у педагогов Александра Мозолёва и Льва Лейтмана.
Продолжил художественное образование в Белорусском государственном театрально-художественном институте в Минске, где в 1954–1960 годах его педагогами были Семён Герус и Павел Любомудров.
Являлся участником художественных выставок с 1960 года.
По окончании института, в течение двадцатишести лет, – с 1960 по 1986 год, – преподавал рисунок, композицию и живопись в Минском художественном училище.

### Творческое кредо
Являлся мастером рисунка и акварельной живописи. Его творческой манере присущи индивидуальность, выразительность и свежесть письма.
Работы художника оказали влияние на развитие белорусской школы графики и рисунка второй половины XX века, в особенности пейзажа.
Творчество художника за пределами Беларуси почти неизвестно.
Принципиально не вступил в Союз художников СССР.

## Выставки
- 1960 – Республиканская художественная выставка «40 лет комсомола БССР», Минск
- 1963 – Республиканская художественная выставка, Минск
- 1972 – Республиканская художественная выставка «СССР - наша Родина», Минск
- 1972 – Республиканская художественная выставка, Минск
- 1975 – Республиканская художественная выставка «Беларусь социалистическая», Минск
- 1976 – Ретроспективная выставка произведений белорусских художников, Минск
- 1977 – Республиканская художественная выставка «По Ленинскому пути», Минск
- 1977 – Республиканская выставка рисунка
- 1985 – Республиканская художественная выставка «40 лет Победы», Минск
- 1987 – Республиканская выставка акварели и рисунка, Минск
- 2011 – Выставка «Классика графики» в Национальном Художественном музее Республики Беларусь
- 2011 – Персональная выставка в Посольстве Чехии в Республике Беларусь